# Politiezone Schoten
De Politiezone Schoten (zonenummer 5353) is een Belgische politiezone bestaande uit de gemeente Schoten. De politiezone behoort tot het gerechtelijk arrondissement Antwerpen. De zone telt ruim 33.871 inwoners en heeft een oppervlakte van 29,55 km².
In sommige gevallen treden de politie-inspecteurs op voor feiten in de gemeente Brasschaat. De twee politiezones hebben voor het uitvoeren van bepaalde activiteiten een samenwerkingsakkoord afgesloten.
De zone wordt geleid door korpschef Jack Vissers.
Het commissariaat van de politiezone is gelegen aan het Gasketelplein.